# Ghiacciaio Rosselin
Il ghiacciaio Rosselin è un ghiacciaio situato sulla costa nord-occidentale dell'isola Alessandro I, al largo della costa della Terra di Palmer, in Antartide. Il ghiacciaio, il cui punto più alto si trova a oltre 2150 m s.l.m., fluisce verso sud-ovest a partire dal versante sud-occidentale dei monti Rouen, scorrendo fino a unire il proprio flusso a quello del ghiacciaio Palestrina.

## Storia
Il ghiacciaio Rosselin è stato oggetto di una ricognizione aerea effettuata nel 1975-76 dal  British Antarctic Survey (BAS) ed è stato così battezzato nel 1980 dal Comitato britannico per i toponimi antartici in onore di F. Rosselin, ingegnere capo della prima spedizione Charcot, effettuata nel 1903-05.